# Château d'Aspremont-Lynden
Pour les articles homonymes, voir Lynden (homonymie).
Le château d'Aspremont-Lynden est un château dans le vieux village d'Oud Rekem dans le Limbourg en Belgique. Il fut construit par les Comtes d'Aspremont Lynden, seigneurs du comté impérial de Reckheim, dont il devint le siège à partir du XVIIe siècle.

## Architecture
Le pont-levis du château fut construit à la fin du XVIe siècle sur les fondations d'un prédécesseur médiéval. Le château est un parfait exemple du style mosan avec ses coins et bords de fenêtre en pierre de Namur et la combinaison de briques et pierres naturelles
.

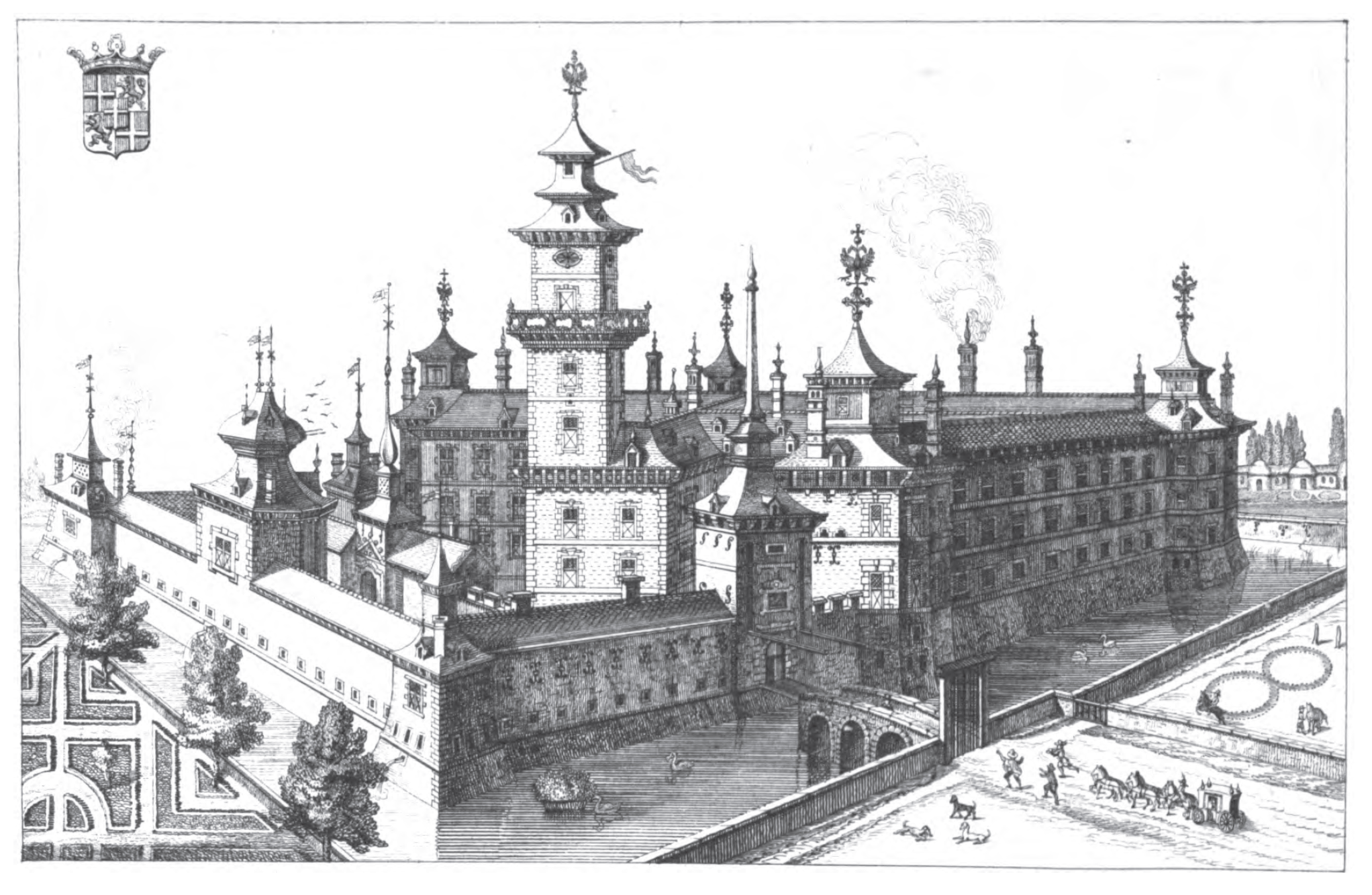
Le château à son apogée
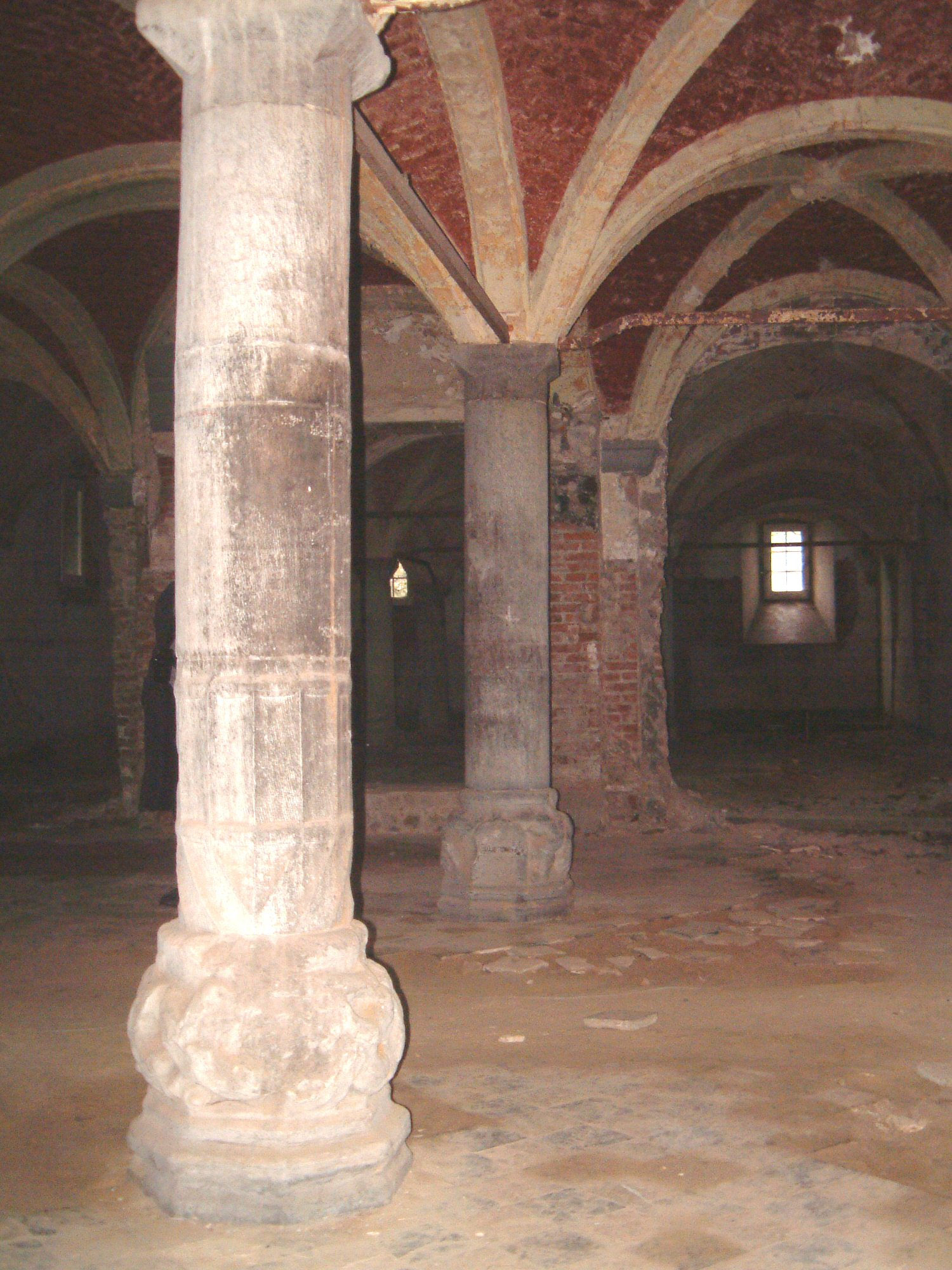
Les piliers du sous-sol